# Andreas Dietziker
Andreas Dietziker (Goldingen, 15 ottobre 1982) è un ex ciclista su strada svizzero, professionista dal 2005 al 2012 e vincitore di due edizioni del Giro del Mendrisiotto.

## Palmarès
- 2000 (Juniores)

Campionati svizzeri, Prova in linea Juniores
- 2003 (V.C. Mendrisio Dilettanti)

2ª tappa Tour de Berlin (Havelchaussee)
Classifica generale Tour de Berlin
- 2004 (V.C. Mendrisio Dilettanti)

Campionati svizzeri, Prova a cronometro Under-23
- 2007 (LPR, due vittorie)

Giro del Mendrisiotto
5ª tappa Rheinland-Pfalz Rundfahrt (Bad Neuenahr-Ahrweiler > Coblenza)
- 2010 (Vorarlberg, una vittoria)

Giro del Mendrisiotto

### Altri successi
- 2002 (Dilettanti)

Langnau
- 2003 (Dilettanti)

Lancy
- 2009 (Vorarlberg)

Hohenems

## Piazzamenti

### Grandi Giri
- Giro d'Italia

2012: 109º

### Competizioni mondiali
- Campionati del mondo

Hamilton 2003 - In linea Under-23: 12º
Verona 2004 - In linea Under-23: 9º
Varese 2008 - In linea: ritirato